# Football Now and Then
Football Now and Then è un cortometraggio animato del 1953 diretto da Jack Kinney. Prodotto dalla Walt Disney Productions, è uscito negli Stati Uniti il 2 ottobre 1953, distribuito dalla RKO Radio Pictures.